# Automotrice AM08
Los trenes AM 08 de la NMBS/SNCB son coches automotores de la familia Desiro ML, construidas por Siemens y compradas por el operador de trenes belgas NMBS/SNCB.

## Historia
NMBS/SNCB firmó el contrato con Siemens en mayo de 2008 por 1 425 millones de €, por lo que corresponderían a cerca de 4 760 000€ por tren. Éstas entraron en pruebas en el año 2010 en la red belga.
El público pudo descubrir los trenes en las jornadas de puertas abiertas de la NMBS/SNCB durante los fines de semana de septiembre a octubre de 2011. Asimismo, se presentaron las locomotoras eléctricas de la nueva serie 18, consiguiendo un público total de 35 000 visitantes.
El 25 de enero de 2012, el primer servicio comercial tuvo lugar. Fue efectuado por los coches AM 08003 y AM 08004. Ese tren fue el L 4765, en la línea , entre las estaciones de Charleroi-Sud y Erquelinnes. No obstante, tan sólo el primer coche era accesible para los viajeros dado que algunos andenes eran demasiado cortos.
A principios de 2013, esta serie fue sujeto de polémica, dado que sufrían numerosos problemas técnicos, aunque no fue la única serie. Asimismo, las series Fyra V250, destinada a los servicios Bruselas - Ámsterdam, obligando a Nederlandse Spoorwegen y NMBS/SNCB a retirar las series.

## Comodidad
El interior de las AM 08 posee 32 plazas sentadas para primera clas y 248 para segunda clase. Si bien es cierto, la diferencia entre ambas clases es muy pequeña. Algunos detalles son:
- asientos de color un poco más oscuro
- reposa-pies
- apoya-papeles

Los trenes son de piso bajo, lo que facilita en gran medida la entrada y salida del tren. Por ello, no existen escalones en las puertas. Hay un baño por coche, pantallas de información interiores y exteriores, así como un gran número de extintores.